# 施派歇尔斯多夫
施派歇尔斯多夫是德国巴伐利亚州的一个市镇。总面积52.91平方公里，总人口5966人，其中男性2984人，女性2982人（2011年12月31日），人口密度113人/平方公里。